# Helicops angulatus
Helicops angulatus es una especie de serpiente de la familia Colubridae. Se distribuye por Ecuador, Perú, Colombia, Venezuela, Surinam, Guyana, Guayana Francesa, Brasil, Trinidad y Tobago y Bolivia. Es una serpiente semiacuática y se puede encontrar en todo tipo de ecosistemas acuáticos entre el nivel del mar y los 1600 metros de altitud.
Su dorso es de color crema con bandas marrón oscuro. El vientre puede ser blanquecino, amarillento o rojizo con manchas negras. Sus ojos son pequeños y de color marrón. Tiene 19 filas de escamas dorsales en la mitad del cuerpo. Las escamas son quilladas. Es una serpiente nocturna. Se alimenta de peces, renacuajos, ranas y lagartos semiacuáticos. Es una de las pocas especies de serpiente que es tanto ovípara como vivípara.